# Koen Naert
Koen Naert (* 3. September 1989 in Roeselare) ist ein belgischer Leichtathlet, der sich auf Langstrecken-, Cross- und Straßenläufe spezialisiert hat. 2018 gewann er den Marathonlauf bei den Europameisterschaften.

## Leben
Koen Naert begann bereits in jungen Jahren mit dem Sport. Zunächst betrieb er Turnen, wo sein damaliger Trainer seinen Eltern den Rat gab sich auf die Leichtathletik zu konzentrieren.
Bei einer Körpergröße von 1,82 m hat er ein Wettkampfgewicht von 65 kg. Naert ist mit Elise Cappelle verheiratet und hat einen Bachelorabschluss in Pflegewissenschaften. Bevor der Sport einen zentralen Bestandteil in seinem Leben einnahm, arbeitete er als Krankenpfleger mit Opfern von Verbrennungen.

## Sportliche Laufbahn
Koen Naert nimmt seit 2008 an Läufen im Erwachsenenbereich teil. Ein Jahr später nahm er an den Leichtathletik-Junioreneuropameisterschaften 2009 im litauischen Kaunas teil, wo er über 10.000 Meter auf den siebten Platz lief. Zwei Jahre später trat er erneut bei den Junioreneuropameisterschaften in Ostrava an und wurde über die gleiche Distanz mit einer Zeit von 29:18,73 min Sechster.
2012 nahm er erstmals an Europameisterschaften im Erwachsenenbereich teil und lief im Finale über 10.000 Meter auf den 11. Platz. Zwei Jahre später nahm er erneut an den Europameisterschaften teil, diesmal im Schweizerischen Zürich, und kam über 10.000 Meter erneut auf dem 11. Platz ein.
2015 lief er seine ersten Marathonläufe. Er nahm sowohl am Hamburg-Marathon, als auch am Berlin-Marathon teil und kam auf dem 13., respektive 7. Platz ins Ziel. Ein Jahr später lief er beim Halbmarathon in Birmingham auf den 3. Platz und schaffte auch den Sprung zu den Olympischen Spielen in Rio de Janeiro, bei denen er den 22. Platz belegte.
Im Jahr 2018 feierte er mit dem Sieg im Marathonrennen bei den Europameisterschaften in Berlin seinen bislang größten sportlichen Erfolg. Er setzte sich in 2:09:51 h durch, was neben einer neuen persönlichen Bestzeit auch einen Europameisterschaftsrekord bedeutete. Am 7. April 2019 lief er beim Rotterdam-Marathon in 2:07:39 h eine neue Bestzeit und unterbot damit seine vorherige von den Europameisterschaften in Berlin um etwas mehr als zwei Minuten. 2020 trat er in Gdynia bei den Halbmarathon-Weltmeisterschaften an und belegte mit einer Zeit von 1:03:44 h den 73. Platz. Im Frühjahr 2021 steigerte er in Dresden seine Bestzeit auf der Halbmarathondistanz auf 1:01:38 h. Anschließend qualifizierte er sich für seine zweite Teilnahme an den Olympischen Sommerspielen. In Tokio absolvierte er den Marathon in 2:12:13 h und erreichte damit als Zehnter das Ziel. 2022 trat Naert in München zur Titelverteidigung bei den Europameisterschaften an. Er erreichte schließlich als Achter das Ziel im Marathonlauf.
2023 lief Naert im April beim Rotterdam-Marathon in 2:06:56 h erstmals seit vier Jahren eine neue Bestzeit. 2024 trat er in Paris bei den Olympischen Sommerspielen an. Dort kam er im Marathon allerdings nicht über Platz 61 hinaus.

## Wichtige Wettbewerbe
| Jahr                | Veranstaltung                    | Ort                 | Platz               | Disziplin           | Zeit                |
| Startet für Belgien | Startet für Belgien              | Startet für Belgien | Startet für Belgien | Startet für Belgien | Startet für Belgien |
| ------------------- | -------------------------------- | ------------------- | ------------------- | ------------------- | ------------------- |
| 2009                | U23-Europameisterschaften        | Kaunas              | 7.                  | 10.000 m            | 31:00,73 min        |
| 2011                | U23-Europameisterschaften        | Ostrava             | 6.                  | 10.000 m            | 29:18,73 min        |
| 2012                | Europameisterschaften            | Helsinki            | 11.                 | 10.000 m            | 29:02,08 min        |
| 2014                | Europameisterschaften            | Zürich              | 11.                 | 10.000 m            | 29:04,87 min        |
| 2016                | Olympische Spiele                | Rio de Janeiro      | 22.                 | Marathon            | 2:14:53 h           |
| 2018                | Europameisterschaften            | Berlin              | 1.                  | Marathon            | 2:09:51 h           |
| 2020                | Halbmarathon-Weltmeisterschaften | Gdynia              | 73.                 | Halbmarathon        | 1:03:44 h           |
| 2021                | Olympische Sommerspiele          | Tokio               | 10.                 | Marathon            | 2:12:13 h           |
| 2022                | Europameisterschaften            | München             | 8.                  | Marathon            | 2:11:28 h           |
| 2024                | Olympische Sommerspiele          | Paris               | 61.                 | Marathon            | 2:16:33 h           |

## Persönliche Bestleistungen
- 800 m: 1:57,02 min, 8. Mai 2013, Namur
- 1500 m: 3:42,99 min, 5. Juli 2014, Oordegem
- 2000 m: 5:21,70 min, 20. Juni 2009, Oudenaarde
- 3000 m: 7:58,50 min, 22. Mai 2014, Oslo
- 5000 m: 13:32,83 min, 31. Mai 2014, Oordegem
- 10.000 m: 28:32,29 min, 29. April 2012, Palo Alto
- Halbmarathon: 1:01:38 h, 21. März 2021, Dresden
- Marathon: 2:06:56 h, 16. April 2023, Rotterdam